# Humberto (piłkarz)
Humberto, właśc. Humberto André Redes Filho (ur. 20 czerwca 1945 w Rio de Janeiro) – piłkarz brazylijski, występujący na pozycji napastnika.

## Kariera klubowa
Karierę piłkarską Humberto rozpoczął w klubie Botafogo FR. Z Botafogo dwukrotnie zdobył mistrzostwo stanu Rio de Janeiro – Campeonato Carioca w 1967 i 1968 roku. W latach 1971–1972 występował we CR Flamengo. Z Flamengo zdobył mistrzostwo stanu Rio de Janeiro w 1972. We Flamengo 13 września 1972 w zremisowanym 0-0 meczu z Nacionalem Manaus Humberto zadebiutował w lidze brazylijskiej. 15 listopada 1972 w przegranym 0-6 meczu z Botafogo FR Humberto po raz ostatni wystąpił w lidze brazylijskiej. Ogółem w I lidze wystąpił w 8 meczach.

## Kariera reprezentacyjna
W 1964 roku Humberto uczestniczył w Igrzyskach Olimpijskich w Tokio. Na turnieju Humberto wystąpił w meczu grupowym reprezentacji Brazylii z Egiptem.